# Splatterhouse
Splatterhouse es un videojuego de terror de Namco del género Beat 'em up.

## Jugabilidad
Splatterhouse es un videojuego en el que el jugador controla a Rick, el cual está atrapado dentro de la mansión West. Después de su resurrección por la «máscara de terror», Rick entra en la mansión, peleando contra hordas de criaturas en un intento de salvar a Jennifer, su novia, de un destino espantoso.
Rick sólo puede moverse en un entorno de dos dimensiones. El campo de juego no dispone una sala de tres dimensiones, una característica que fue agregada más adelante en la serie de Splatterhouse 3. Tiene la habilidad de saltar y puede golpear y patear. Rick también tiene ataques especiales, donde daña a todo el enemigo que golpee. También puede realizar un tiro bajo, un golpe bajo, y ataques saltando, así como también recoger y usar varias armas colocadas en los niveles.
Todos los niveles consisten en caminar de izquierda a derecha, con segmentos ocasionales de desplazamiento automático. Sin embargo, las vías alternativas a través de las secciones de la casa son posibles por la caída de agujeros o saltar en las escaleras. Los niveles terminan peleando contra jefes que están en una habitación.

## Historia
Dos estudiantes de parapsicología, Rick y su novia Jennifer, son invitados a pasar la noche en casa de uno de los mayores expertos sobre el tema, el doctor West. Sorprendidos por una fuerte tormenta, en el trayecto abandonan su coche el cual se detiene en medio del bosque. Huyendo de la lluvia, se refugian en la casa más cercana que encuentran. Una vez dentro de la misma descubren que están en la mansión West, una mansión que guarda una terrible maldición. De la nada varios monstruos salen del suelo, paredes y techo y raptan a Jennifer y a Rick; este último logra escapar al sótano donde se desmaya misteriosamente. Una vez recuperada la consciencia, Rick descubre con asombro una extraña máscara fusionada con su rostro (en teoría, una máscara para realizar sacrificios), la cual tiene mente propia y se hace llamar a sí misma la máscara del terror. Ahora Rick deberá rescatar con sus propias manos a Jennifer contando a su favor con fuerza sobrehumana (un efecto de su simbiosis con la máscara) pero, a su vez, contará con dos factores en su contra: por un lado la máscara tratará de poseerlo. Mientras más consiga llegar dentro de los misterios de la máscara conforme más fuerte se haga y por el otro la mansión en la que se encuentra no es como cualquier otra casa embrujada, ya que esta está viva.

## Curiosidades y controversias
- La versión arcade inicia con Rick y Jennifer refugiándose de una tormenta en la mansión, seguida de una toma exterior de la mansión y el sonido de Jennifer gritando, mientras que la versión de consola inicia simplemente con el exterior de la mansión, y sin efectos de sonido.
- La máscara del terror (la máscara que Rick lleva puesta durante casi todo el videojuego) originalmente tenía la forma de una máscara de hockey blanca que, en versiones posteriores, incorporó detalles en rojo y negro. La máscara fue rediseñada en las secuelas subsiguientes a una especie de calavera siniestra, pero manteniendo rasgos de máscara de hockey, para evitar confusiones con el popular villano cinematográfico Jason Voorhees.
- En la primera etapa del juego el arma de Rick es un machete similar al de Jason.
- El jefe que enfrentaremos en el nivel 3 posee un cierto parecido con Leatherface.
- Namco confirmó para PlayStation 3 y Xbox 360 una versión del juego, con fecha para el 26 de noviembre de 2010.
- En la versión del arcade, en la fase del parque de atracciones, al salir del interior, hay un dibujo en una puerta. Ese dibujo es el jefe final de la versión arcade.
- En la edición de la revista Playboy de diciembre del 2010, Jennifer aparecerá desnuda en el póster central.
- Tanto la versión japonesa, como la occidental de este juego para la videoconsola doméstica NEC Turbografx sufrieron censura, siendo especialmente dramática en esta última versión. Lo más destacable de la versión japonesa fue la eliminación de la sangre de los enemigos al ser aplastados contra la pared y la eliminación del machete (quitando así la posibilidad de decapitar enemigos), estando solo disponible durante un breve lapso de tiempo en la cuarta fase. También se redujo drásticamente la cantidad de sangre y cadáveres de los escenarios. La versión americana, además de la censura de la japonesa, cambia la máscara del protagonista por una calavera de color rojo y prácticamente rehace toda la fase número 4, eliminando toda referencia al escenario donde se desarrolla esta originalmente (una iglesia) y sustituyendo al jefe de fin de fase (una cruz cristiana invertida) por una cabeza voladora.
- Pese a ser una saga con un fuerte contenido gore, en ninguna entrega el protagonista mata a ningún ser humano, siendo además la sangre de los enemigos de color verde en su mayoría.

- Datos: Q588526